# Escuelas Públicas de Biloxi
Las Escuelas Públicas de Biloxi (Biloxi Public Schools o Biloxi Public School District) es un distrito escolar de Misisipi. Tiene su sede en Biloxi. El consejo escolar tiene un presidente, un vicepresidente, un secretario, dos miembros, y un enlace de la base aérea. La organización sin ánimo de lucro Biloxi First, Inc. ayuda al distrito.

## Escuelas
Escuelas preparatorias:
- Biloxi High School

Escuelas secundarias:
- Biloxi Junior High School

Escuelas primarias:
- Jeff Davis Elementary School
- Gorenflo Elementary School
- North Bay Elementary School
- Popp's Ferry Elementary School